# Département de Los Andes
Le département de Los Andes (littéralement « département des Andes ») est une des 23 subdivisions de la province de Salta, dans le nord-ouest de l'Argentine. Sa capitale est la ville de San Antonio de los Cobres. Le département a une superficie de 25 636 km2 et comptait 5 630 habitants en 2001 et 6 126 habitants en 2010.
Il correspond géographiquement avec l'essentiel de la région de la Puna de la province de Salta. On y trouve plusieurs des principaux salars d'Argentine : le salar d'Arizaro, le salar de Pocitos, le salar de Pastos Grandes, ainsi que la partie septentrionale du salar del Hombre Muerto.
Le département héberge aussi quelques-uns des plus hauts volcans du pays, tels le Llullaillaco (6 739 mètres), le Socompa, l'Aracar et l'Arizaro à l'ouest. À l'est se trouve la Sierra de Pastos Grandes avec de très hauts sommets également (Cumbre del Libertador General San Martín - 6 380 mètres).
Le département est traversé d'est en ouest par la route nationale 51, ainsi que par la presque légendaire route nationale 40 qui traverse sa partie orientale à hauteur de San Antonio de los Cobres.
Le département souffre de graves problèmes de pauvreté et de sous-développement et il s'y déroule une forte émigration de jeunes vers la ville de Salta et d'autres centres urbains de la vallée de Lerma.

Outre le tourisme la principale source économique du département est l'exploitation minière. À titre d'exemple on exploite plus de 200 000 tonnes de borate, 20 000 tonnes de perlite, un peu de minerai de cuivre et de l'onyx qui sert à la confection d'objets vendus aux touristes.

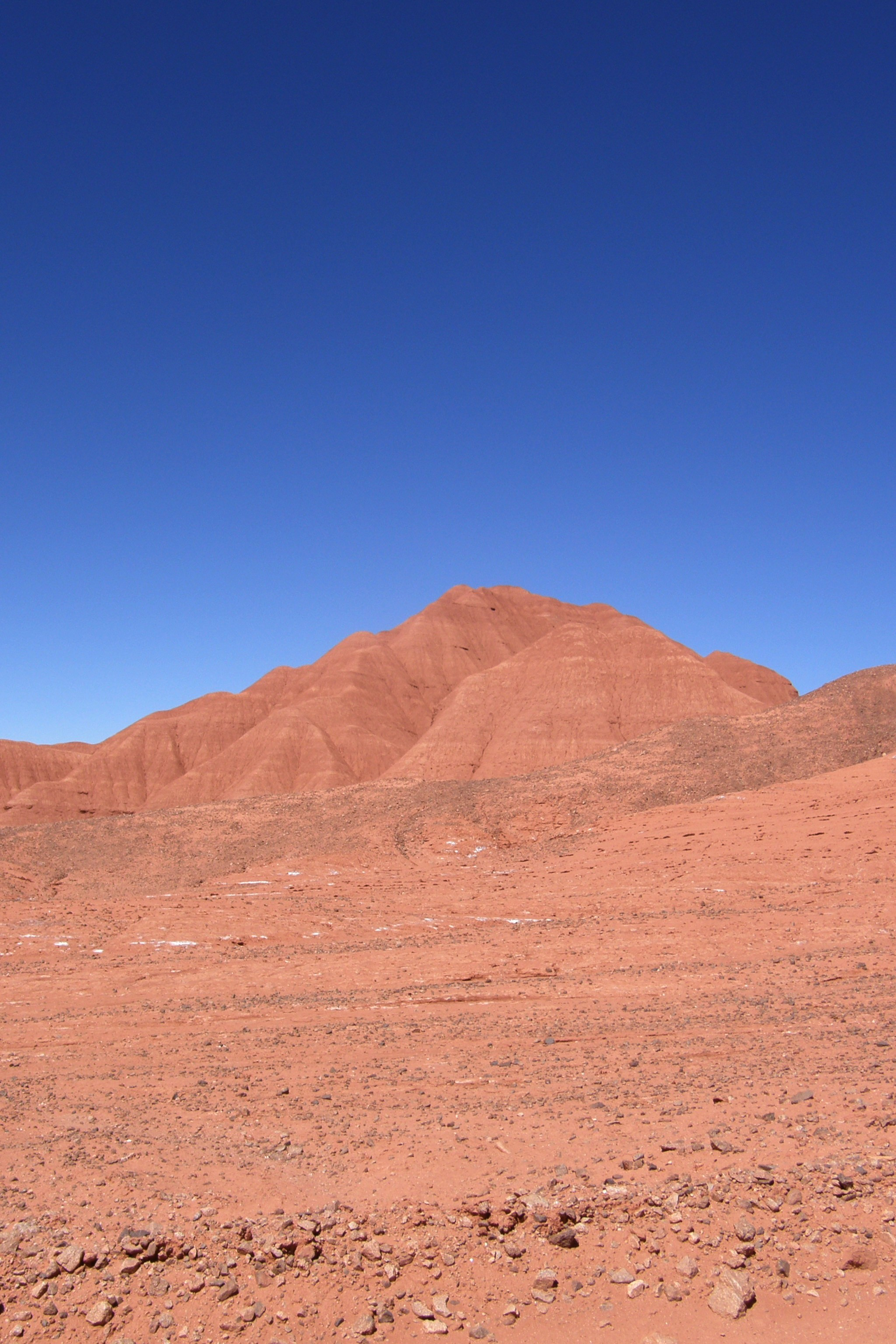
Los Colorados.
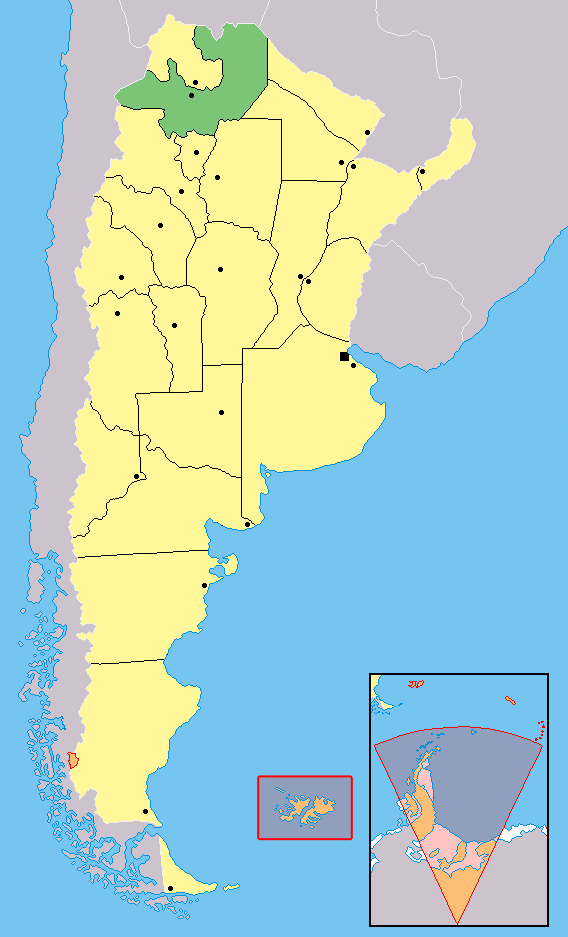
Localisation de la province de Salta en Argentine.
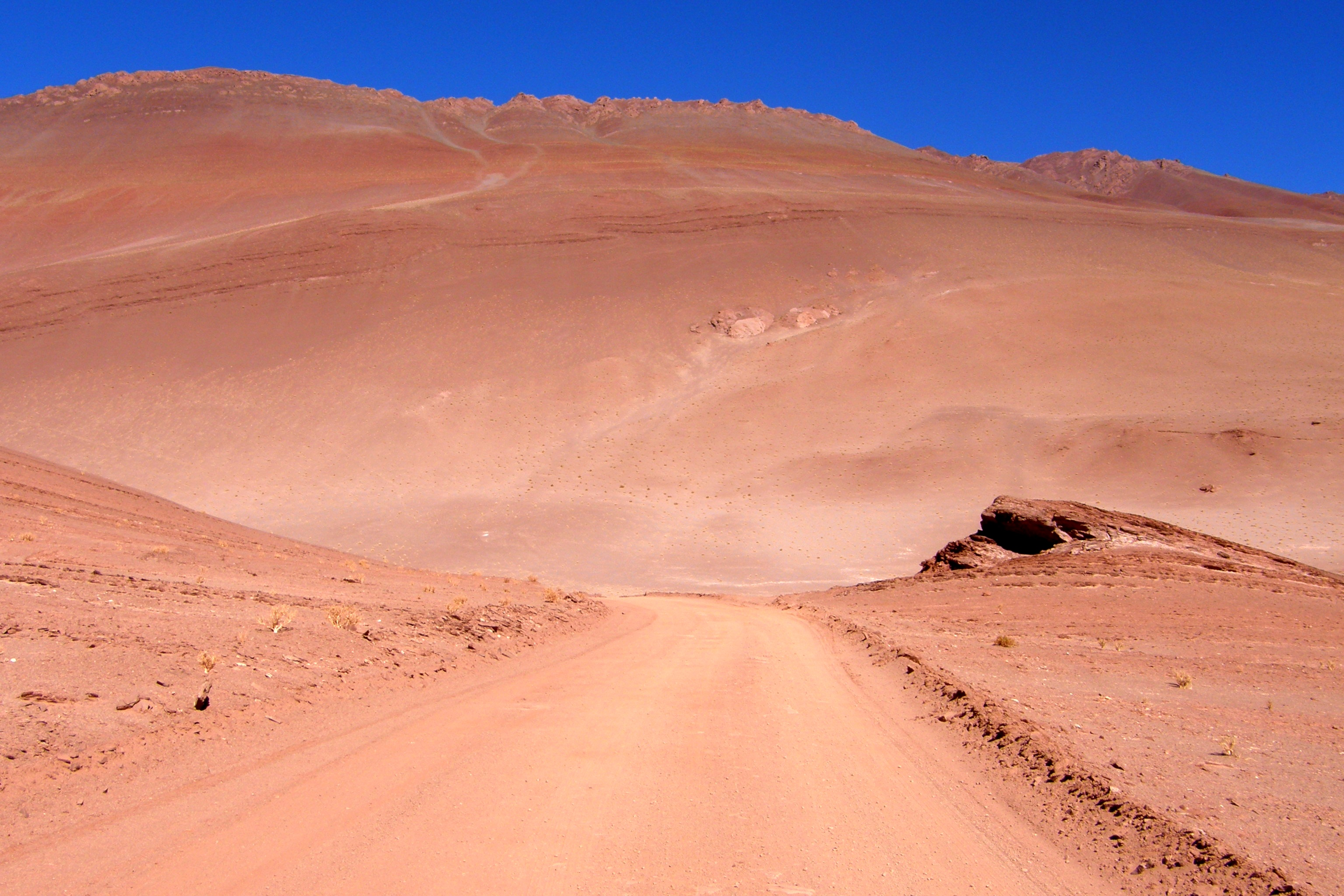
La route provinciale n° 27.
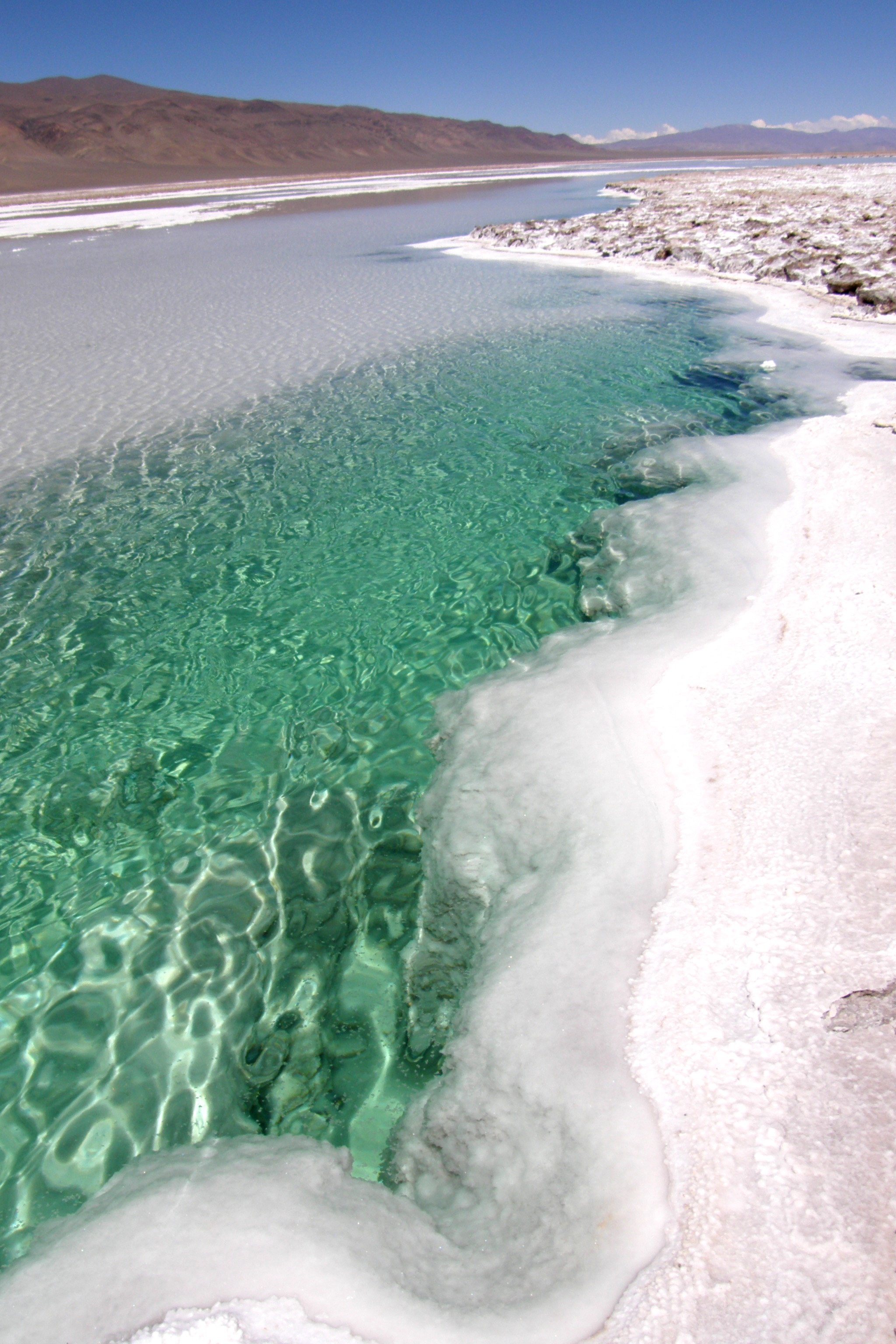
Salar de Pocitos.
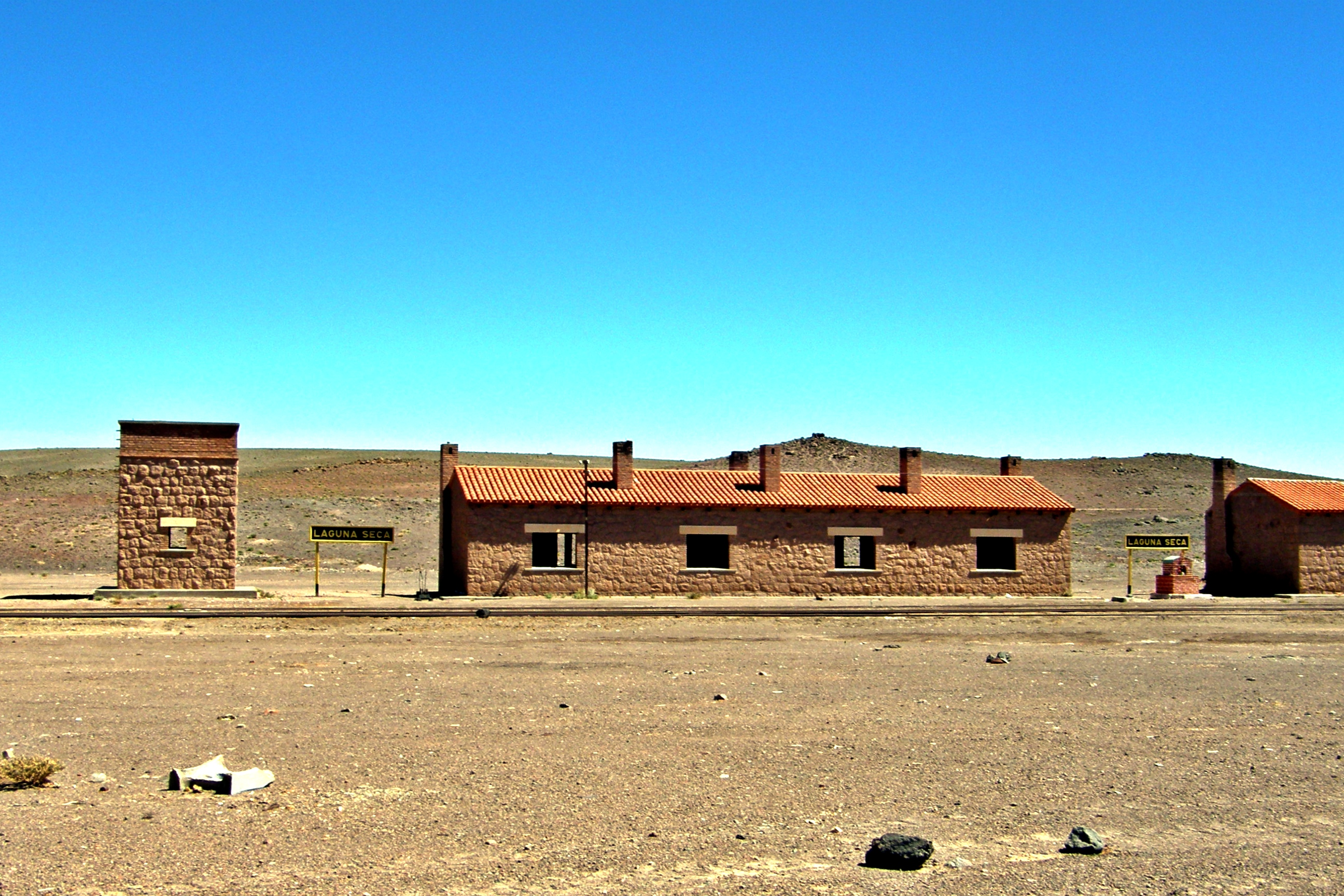
La gare Laguna Seca, abandonnée.
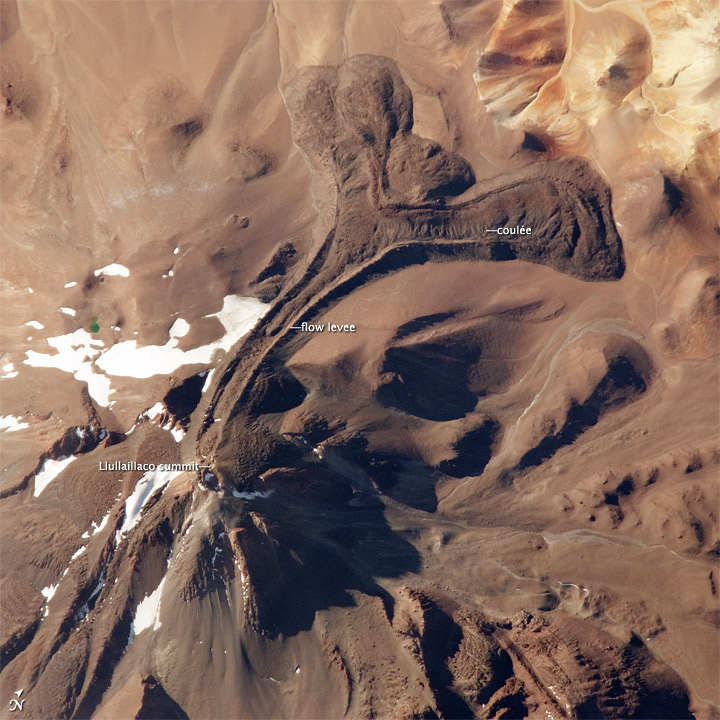
Le Lullaillaco.
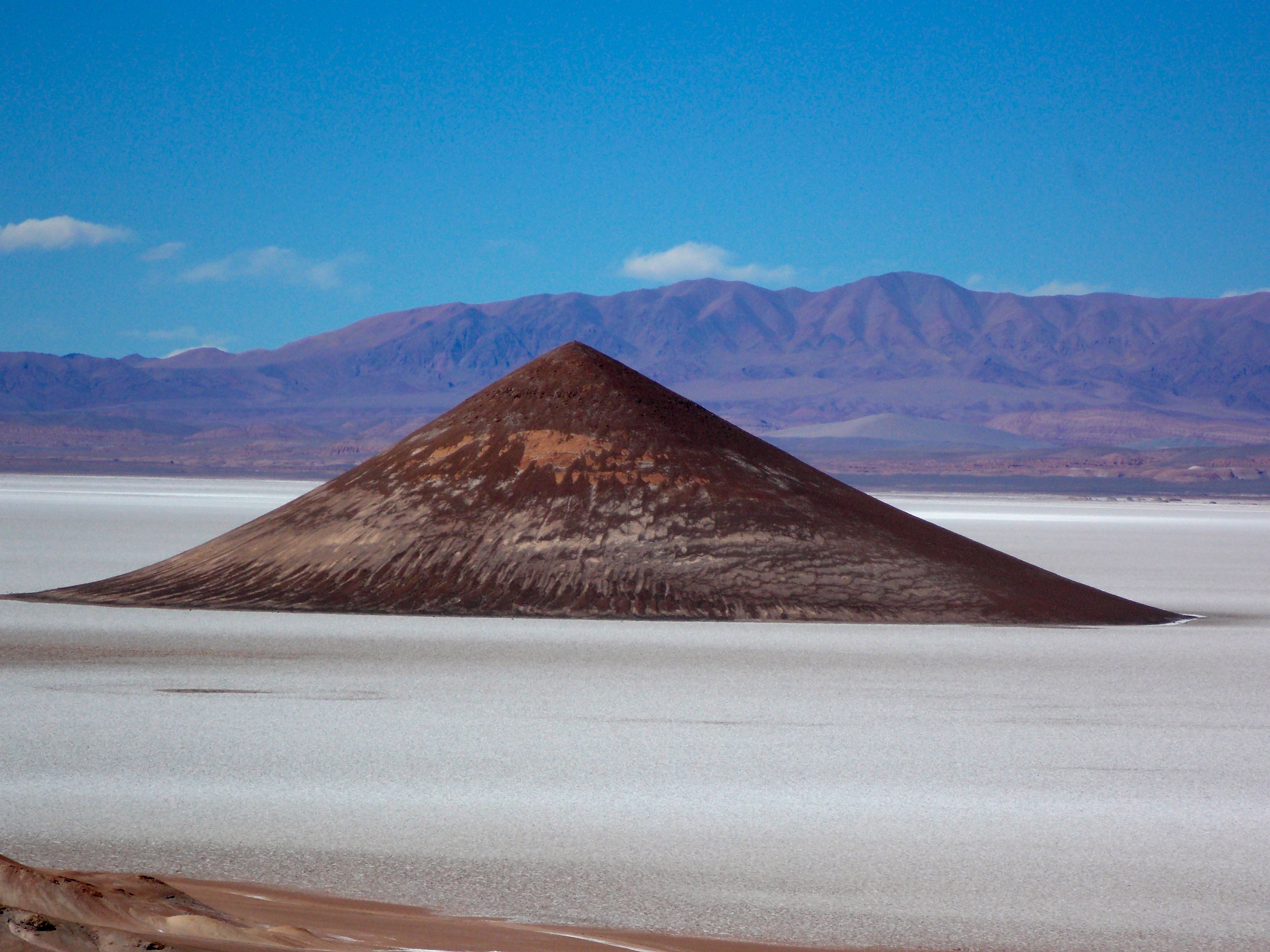
Le cone d'Arita.
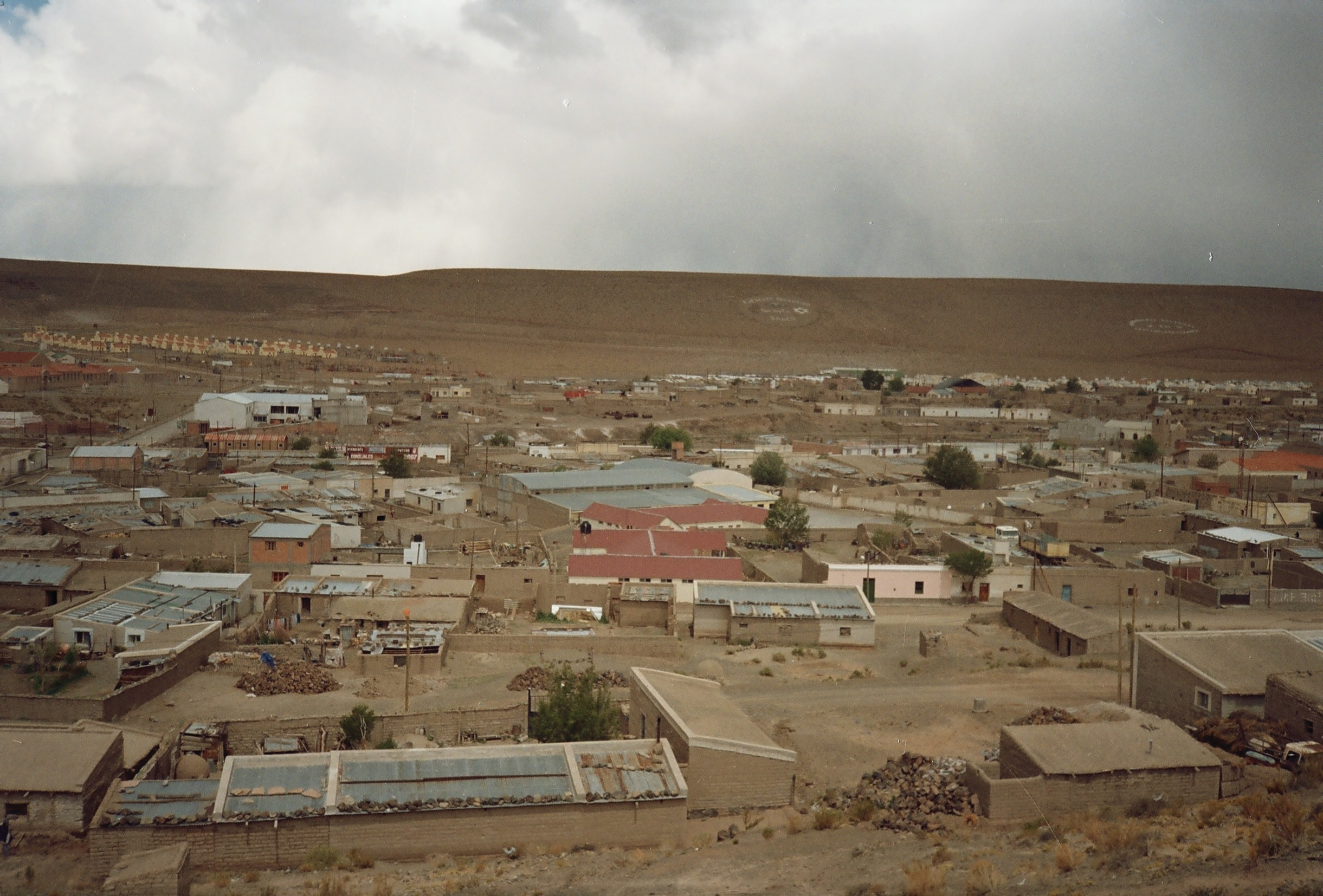
San Antonio de los Cobres.
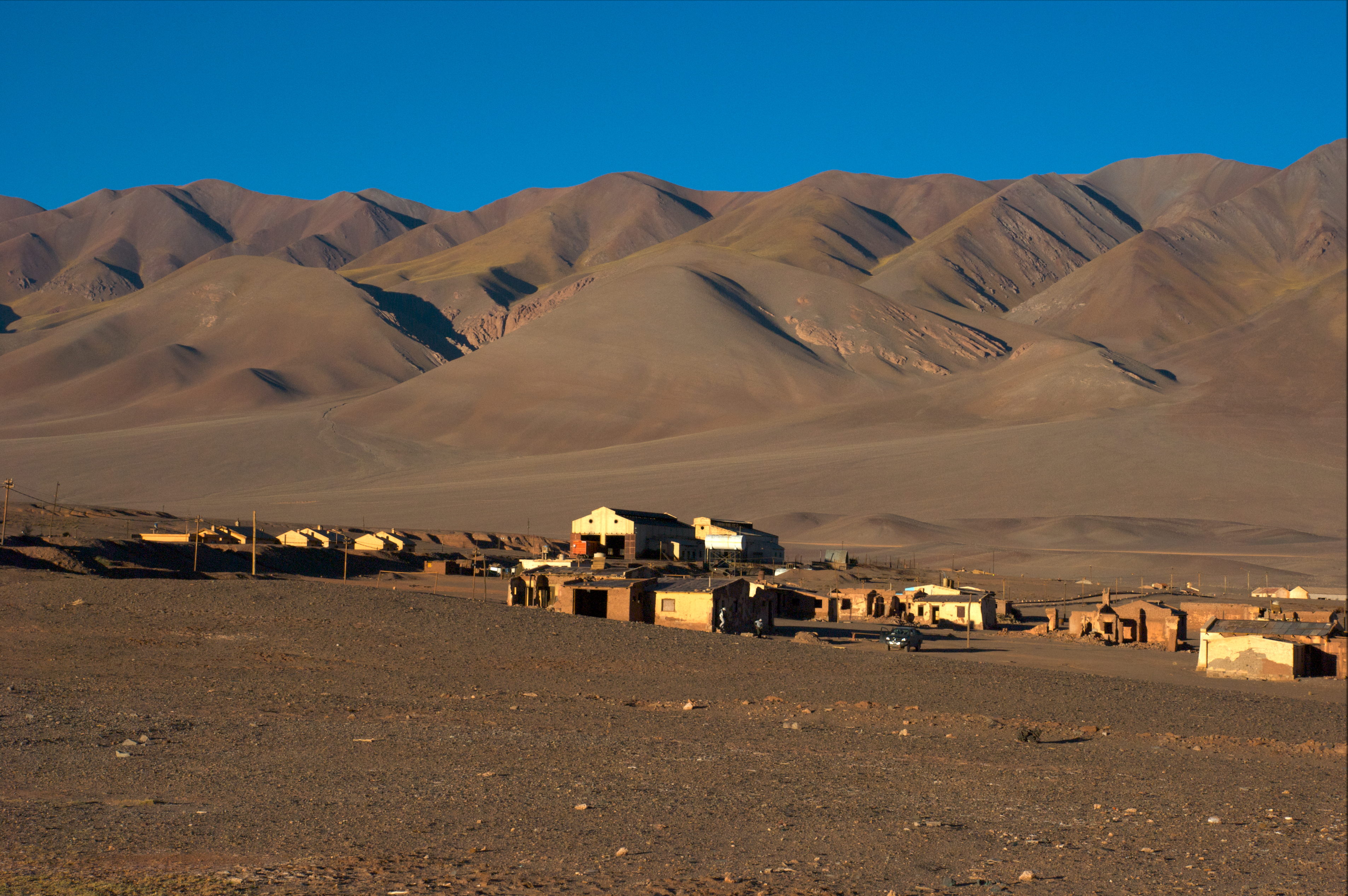
Tolar Grande.
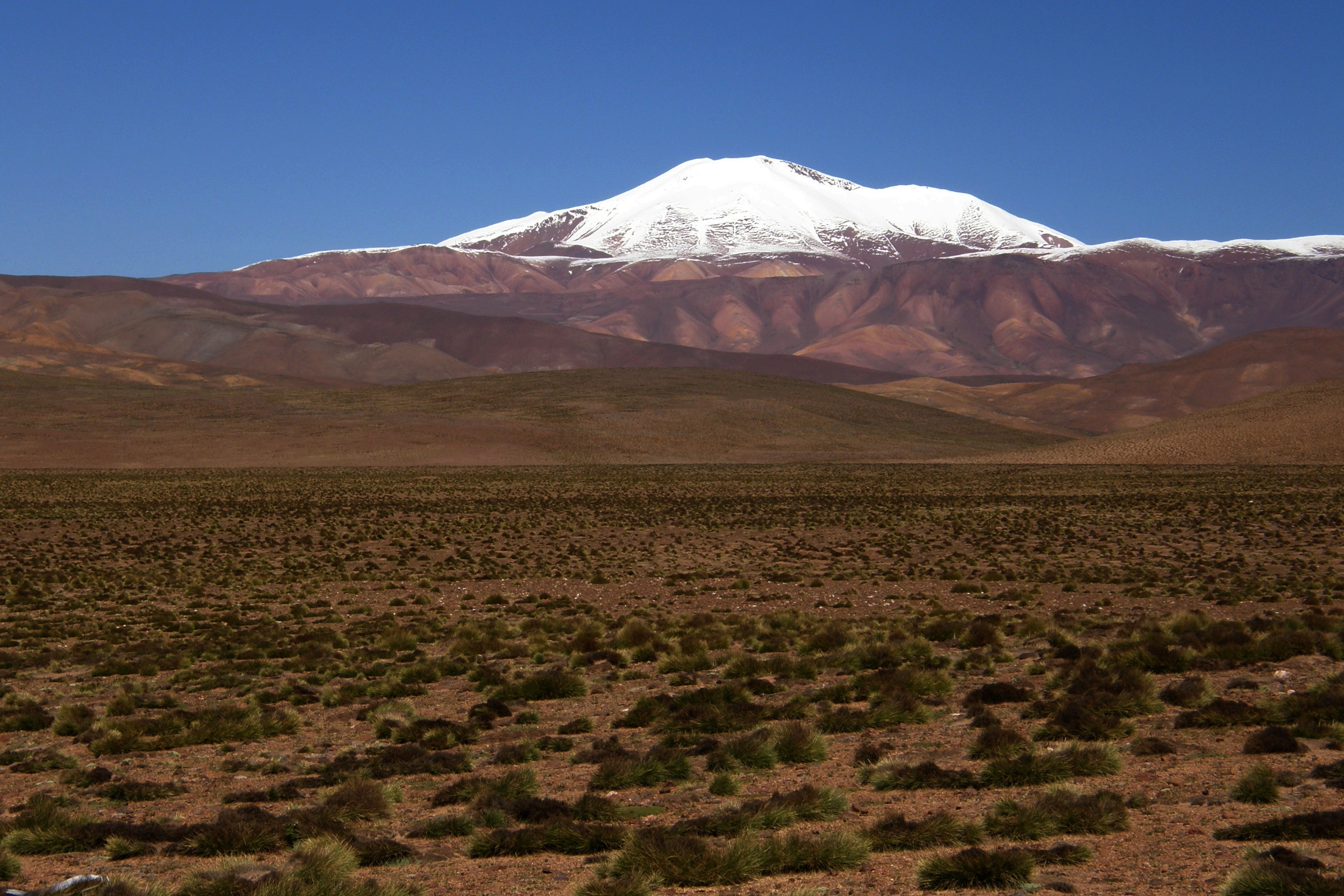
Le volcan Nevado de Quewar.